# Jia Zhijun
Jia Zhijun, conosciuto anche con la traslitterazione Kya Isk-yun (賈志軍T, Jiă ZhìjūnP; ... – 18 gennaio 1989), è stato un cestista cinese.

## Carriera
Da giocatore con la Repubblica di Cina ha disputato i Giochi di Londra 1948.